# Genre
Genre fue una revista mensual de Nueva York dirigido a hombres gays. Fue una publicación del grupo de periódicos de temática LGBT Windows Media.

## Historia
Genre se lanzó en 1991 como una publicación trimestral y fue presentado originalmente como una revista de estilo de vida LGBT con un enfoque en hombres gais con cobertura principal sobre entretenimiento, viajes, y mención ocasional de asuntos políticos. Con la evolución de la revista, se convirtió en una revista bimestral en 1992 y luego mensual en 1993, y su contenido se concentró más en el entretenimiento y se alejó de la política. 
La publicación de Genre se suspendió en 2009 debido a problemas de financiación.